# Floderus
Floderus är en svensk släkt. Stamfar för släkten var bonden Knut i Floryd (Floderyd), Malmbäcks socken, Jönköpings län som levde under början av 1600-talet. Släktnamnet upptogs av hans sonsons son, kyrkoherden Petrus (Per) Floderus i Skatelövs socken, Kronobergs län, omkring 1703. 
Petrus (Per) Floderus föddes den 19 september 1683. Fadern framställs som en ärlig och beskedlig danneman, bonden Jöns Persson i Hörda (1640-1702), i Lekaryds socken och Svartorps pastorat. Modern var gudfruktiga hustrun Ingeborg Olufsdotter (1639-1700). Farfadern hette Per Knutsson (f 1600). Han var soldat 1621-1622 och därefter åbo i Floryd (Floderyd), Malmbäcks socken, Farfars far ”Knut i Floryd” var kronotorpare. Namnet Floderus kommer således från bynamnet som latiniserats.
Petrus påbörjade sina studier som 9-åring i Jönköpings skola. Under 8 år bekostades dessa av hans föräldrar. Fortsatta studier fick han själv finansiera genom arbete som informator. De högre studierna omfattade 8 terminer vid Uppsala universitet. Före och under Uppsalatiden arbetade han som informator på fyra orter under sammantaget 7 år, Han prästvigdes  i Växjö 1711 och avlade kandidatexamen vid Uppsala universitet 1713. Utsedd till kontraktsprost i Skatelöv år 1732.
Petrus var i sitt första gifte gift med en dotter till biskopen Olof Cavallius. Hans son Johan Floderus var gift med Ulrika Asp, dotter till Matthias Asp och ättling till ärkebiskop Mattias Steuchius från Bureätten. Efter nästan två sorgeår, den 12 mars 1730, gifte Petrus Floderus om sig med änkepastorskan från Hultsjö (Sävsjö kommun), Katarina Ljungman (1698-1769). Han avled 1741 i Skatelövs prästgård, 57 år gammal, efter 15 års tjänstgöring.
År 2011 fanns i Sverige 36 personer med detta efternamn.
Bland kända medlemmar av släkten märks:
- Johan Floderus (1721–1789), svensk filolog
- Matthias Floderus (1766–1822), svensk präst
- Matts Floderus (1869–1943), svensk genealog och zoolog
- Manfred Floderus (1832–1909), svensk skolman
- Björn Floderus (1867–1941), svensk läkare
- Johan Floderus (född 1990), svensk EU-tjänsteman